# Dry Kill Logic
Dry Kill Logic es una banda de Nu metal y Metalcore estadounidense formada en 1995 bajo el nombre de Hinge. Hasta la fecha han grabado tres álbumes de estudio. También han sido categorizados en la corriente nu metal y thrash metal. Miembros de la banda han citado a músicos y agrupaciones como Sepultura, Alice Cooper, Slipknot, Machine Head y Stevie Ray Vaughan como sus influencias musicales.

## Músicos

### Actuales
- Cliff Rigano – Voz
- Jason Bozzi – Guitarra
- Brendan Duff – Bajo
- Phil Arcuri – Batería

### Anteriores
- Casey Mahoney – Bajo
- Dave Kowatch – Bajo
- Scott Thompson – Guitarra

## Discografía

### Estudio
- The Darker Side of Nonsense (2001)
- The Dead and Dreaming (2004)
- Of Vengeance and Violence (2006)

### EP
- Cause Moshing is Good Fun (1997)
- Elemental Evil (1999)
- Rot (2002)
- The Magellan Complex (2006)